# Arthur William Dake
Arthur William Dake foi um jogador de xadrez dos Estados Unidos com participações nas Olimpíadas de xadrez de 1931, 1933 e 1935. Dake conquistou a medalha de ouro pelo quarto tabuleiro em 1935 e prata em 1933 também no quarto tabuleiro. Por equipes, conquistou três medalhas de ouro em 1931, 1933 e 1935.